# Созерцание денег
Созерца́ние де́нег (англ. Contemplation of Money) — концептуальный проект художника Алексея Парыгина, реализованный им в основном объёме в 1997-1999 годах. Основа проекта — группа арт-объектов, созданных из монет и купюр Банка России, находившихся на тот момент в реальном денежном обороте.

## Проект
Объекты задумывались как самодостаточные части модульных структур с возможностью, в зависимости от конкретной экспозиционной задачи, вариативного комбинирования при показе. Квадрат, круг, треугольник — простые геометрические фигуры, выбранные в качестве матрицы для монтажа коллажей, были программно предсказуемы и безальтернативны, как идеальные медитативные формы.
Проявляющаяся ассоциация с нулём формы и иконой русского авангарда — триптихом («Чёрный квадрат», «Чёрный крест», «Чёрный круг») Казимира Малевича, — сама по себе стала программной частью проекта, параллельно аппелируя к скупой лаконичности древнерусских иконных форм.
При этом, по словам автора, пластическое решение намеренно было дано не в лоб, как буквальная цитата, а опосредовано. «Чёрный квадрат», ставший одной из поворотных точек в истории искусства XX века и почти сразу превратившийся в чистую идею и манифест о самом себе, явился обязательным дорожным указателем для более точного обозначения вектора проекта.
Созерцание денег стало первым крупным проектом художника, продолжившим своё развитие в его последующих концептуальных работах: Искусство — это бизнес, Искусство в лесу, Постурбанизм.
С другой стороны, у Энди Уорхола работы с изображением долларов впервые появивляются в начале 1960-х годов. Одной из первых в этой серии стала шелкография «200 однодолларовых купюр» (1962). Впрочем Уорхол ограничивался техническим воспроизведением однодолларовых банкнот, никогда не используя настоящие деньги, как материал.

## Влияние
Проект «Созерцание денег», впервые представлявший средствами искусства Деньги как новую божественную сущность и объект поклонения. Автор констатирует, что Место Бога в современном социуме давно и прочно заняли Деньги, одной идеей своего присутствия, дарующие любовь и опору, и веру в жизнь вечную.
Если во второй половине девяностых словосочетание «Созерцание денег» звучало для большинства вызывающе малопонятно, то в 2010-е оно стало устойчивым фразеологизмом, а деньги как материал искусства стали чуть ли не обыденным мировым явлением.
В 2006 году американским психологом Кэтлин Вос был проведён ряд экспериментов по воздействию образа денег на сознание. Изучив реакции нескольких сотен добровольцев, группа ученых пришла к заключению, что созерцание денежных знаков значительно меняет личностные характеристики. На основе серии опытов, было доказано, что не только созерцание, но даже сама идея присутствия денег, способствует активации личностных качеств, стимулирует повышение физической активности реципиентов, вселяет уверенность в своей правоте и придаёт оптимизма.

## Основные работы
- Созерцание денег (1997, мешковина на подрамнике, купюры, 1000 × 1000 × 25 мм)[8].
- Знак — Квадрат I (1997, мешковина на подрамнике, монеты, 383 × 383 × 25 мм).
- Знак — Квадрат II (1997, мешковина на подрамнике, монеты, 383 × 383 × 25 мм).
- Знак — Крест (1997, мешковина на подрамнике, монеты, 383 × 383 × 25 мм).
- Знак — Круг (1997, мешковина на подрамнике, монеты, Ø 400 × 25 мм).
- Знак — Треугольник (1997, мешковина на подрамнике, монеты, 430 × 430 × 420 × 25 мм).
- Знак — Большой квадрат (1997, мешковина на подрамнике, монеты, 585 × 585 × 15 мм).
- Знак — Большой круг (1997, мешковина на подрамнике, монеты, Ø 585 × 15 мм).
- Знак — Большой треугольник (1997, мешковина на подрамнике, монеты, 670 × 670 × 645 × 15 мм).
- Знак — Голубой квадрат (1997, мешковина на подрамнике, купюры, 435 × 430 × 25 мм).
- Знак — Белый крест (1997, мешковина на подрамнике, купюры, 430 × 430 × 25 мм).
- Знак — Желтый треугольник (1997, мешковина на подрамнике, купюры, 430 × 430 × 25 мм).
- Знак — Зелёный круг (1997, мешковина на подрамнике, купюры, 435 × 430 × 25 мм).
- Пирамида ХО (1998, мешковина, монеты, Н 300, 280 × 280 мм).

### Книга художника
- Парыгин А. Созерцание денег. — Санкт-Петербург, 1999. — 21 с. [уникат]
- Парыгин А. Созерцание денег (девять листов в папке). — Санкт-Петербург, 1997.

### Выступления
- Круглый стол Художник и деньги. Участники: Алексей Парыгин, Дмитрий Северюхин, Андрей Лоза, Марина Альвитр, Дана Макаридина, Татьяна Шоломова и др. — Пространства на Малой Посадской/ Институт философии человека РГПУ. СПб. 14 сентября 2022[9][10][11]
- Лекция А. Парыгин Деньги как Бог Искусство как Деньги. — Пространства на Малой Посадской/ Институт философии человека РГПУ. СПб. 14 сентября 2022[12][13]

### Статьи, тезисы
- Парыгин А. Б. Искусство как бизнес или что есть искусство? В сб.: Экономика VS Искусство. Альманах Центра экономической культуры / под ред. Д. Кадочникова, А. Погребняка, Д. Раскова. — М.—СПб.: Изд-во Института Гайдара; Центр экономической культуры, 2024. — 360 с. — С. 167-176. ISBN 978-5-93255-651-1
- Парыгин А. Б. Деньги как искусство // Экономика VS Искусство: сборник тезисов X Международной конференции[14]. — СПб.: Астерион, 2022. — 92 с. — С. 48-49. Тираж 100 экз. ISBN 978-5-00188-185-8
- Парыгин А. Б. Созерцание денег (авторский комментарий к проекту). — Петербургские искусствоведческие тетради, выпуск 68, СПб.: АИС, 2022. — С. 260-265. ISBN 978-5-906442-32-1
- Парыгин А. Б. Искусство — это бизнес (авторский комментарий к проекту). — Петербургские искусствоведческие тетради, выпуск 68, СПб.: АИС, 2022. — С. 248-254. ISBN 978-5-906442-32-1
- Григорьянц Е. И. «Книга художника»: традиции и новации // «Искусство печатной графики: история и современность». В сб. н. статей по материалам научной конференции Четвертые казанские искусствоведческие чтения 19-20 ноября 2015. — Казань: ГМИИ РТ, 2015. — С. 83-86, ил.
- Благодатов Н. Искусство — это поиск, поиск — это искусство // Нева, № 2, 2002. — С. 253—255.

### Каталоги выставок
- Книга Художника / Artists Book. Россия / United Kingdom (каталог выставки в ГМЗ Царицыно). Авт. вст. ст.: О. Докучаева, М. Погарский. М., 2014. — 64 с., цв. ил.
- Петербург 97 (каталог выставки). Авт. вст. ст.: Л. Скобкина. СПб.: ЦВЗ Манеж, 1998. ил.
- II-й Международный фестиваль экспериментальных искусств и перформанса (каталог выставки). Авт. вст. ст.: Л. Скобкина. СПб.: ЦВЗ Манеж, 1998. — 63 с., ил.
- Созерцание денег. А. Парыгин. Каталог. — Автор вступ. ст. Григорьянц Е., СПб., 1998.

## Выставки (выборочно)
- Книга Художника в России и Великобритании. — Хлебный дом ГМЗ «Царицыно». Москва. 13 марта — 18 мая 2014; Саратовский художественный музей имени А. Н. Радищева. Дом-музей Павла Кузнецова. 7 августа — 30 сентября 2014.
- XXVII Международный конгресс экслибриса. — ЦВЗ Манеж. Санкт-Петербург. 22 — 25 августа 1998.
- II-й Международный фестиваль экспериментальных искусств и перформанса. ЦВЗ Манеж. Санкт-Петербург. 1 — 11 августа 1998.
- Петербург 97. — ЦВЗ Манеж. Санкт-Петербург. 9 — 31 января 1998.